# مدير البريد (حوسبة)
في حاسوب وتقنية يُستخدم مصطلح مدير البريد ليُشير إلي مدير نظام خادم البريد. لكل نطاق تقريباً عنوان بريد إلكتروني postmaster@example.com حيث يتم إرسال أخطاء معالجة بريد إلكتروني إليه. يتضح أن رسائل البريد الالكتروني الخاطئة الناتجة عن خوادم البريد عميل الإرسال تُرسل دوماً إلي عنوان مدير البريد.
إن كل نطاق يدعم بروتوكول إرسال البريد البسيط للبريد الإلكتروني لابد أن يستخدم RFC 5321 بينما كان RFC 822 يُستخدم من قبل في عام 1982 حتي يكون هناك عنوان لمدير البريد. يحتفظ موقع rfc-ignorant.org الإلكتروني بقائمة بالنطاقات التي لا تعتمد علي RFC وفقاً لهذا الشرط.
نقلاً عن الطلب الخاص للتعليقات RFC:

أي نظام يشتمل علي خادم إرسال البريد البسيط لدعم ترحيل أو تسليم البريد من الضرورة أن يدعم صندوق البريد المحفوظ «مدير البريد» باعتباره اسم محلي غير حساس لحالة الأحرف. لا يعتبر هذا العنوان لمدير البريد ضروري للغاية في حالة ما إذا كان الخادم دائما ما يعيد 554 عند فتح الوصلة (كما وصفنا في القسم 3.1). إن شرط قبول بريد لمدير البريد ينطوي علي أن أوامر RCPT تقوم بتحديد صندوق بريدي لمدير البريد في أي نطاق يقدم فيه بروتوكول إرسال البريد البسيط الخدمة البريدية، وكذلك الحالة الخاصة "RCPT TO:<Postmaster>" (بدون مواصفات للنطاق) لابد من دعمها.

من المتوقع أن تقوم نظم بروتوكول إرسال البريد البسيط بعمل كل الجهود المناسبة لقبول البريد المتجه إلي مدير البريد من أي نظام آخر علي الإنترنت. في الحالات المتطرفة (كأن يحتوي علي هجمات الحرمان من الخدمات أو غيرها من الاختراقات الأمنية) فإن خادم بروتوكول إرسال البريد البسيط قد يحجب البريد المتجه إلي مدير البريد. لكن مثل هذه الإجراءات يجب تفصيلها في إطار ضيق لتجنب حجب الرسائل التي لا تعتبر جزءاً من مثل هذه الهجمات.

نظراً لأن معظم النطاقات لها عنوان مدير البريد فمن الشائع ان تكون هدفاً لعمليات سخام. حتي وإن لم يكن عنوان مدير البريد هدفا مباشرا للرسائل البريدية المزعجة فقد يُرسل إليه رسائل بريدية مزعجة مرفوضة من خوادم أخرى وثقت عن طريق الخطأ في مسارات العودة المزيفة شائعة الاستخدام في الرسائل البريدية المزعجة.

## وصلات خارجية
- RFC 5321: The SMTP Protocol
- rfc-ignorant.org: Lists domains where the postmaster@ address is not supported
- RFC 5321: The SMTP Protocol
- rfc-ignorant.org: Lists domains where the postmaster@ address is not supported